# Thaia variegata
Thaia variegata är en insektsart som beskrevs av Irena Dworakowska 1994. Thaia variegata ingår i släktet Thaia och familjen dvärgstritar. Inga underarter finns listade i Catalogue of Life.